# Aqueduto de Santa Clara (Vila do Conde)

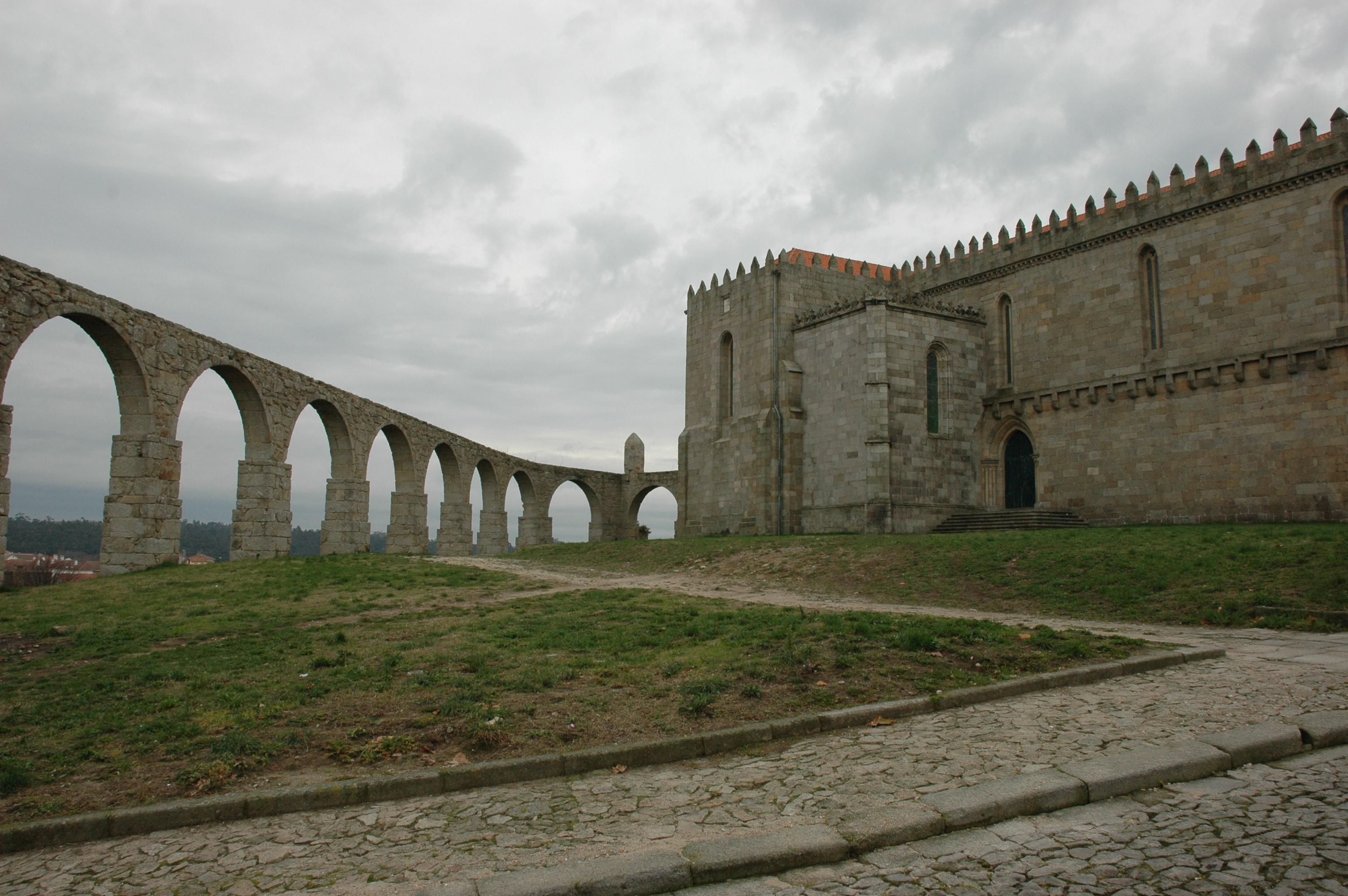
Das Aquädukt erreicht das Mosteiro de Santa Clara in Vila do Conde.

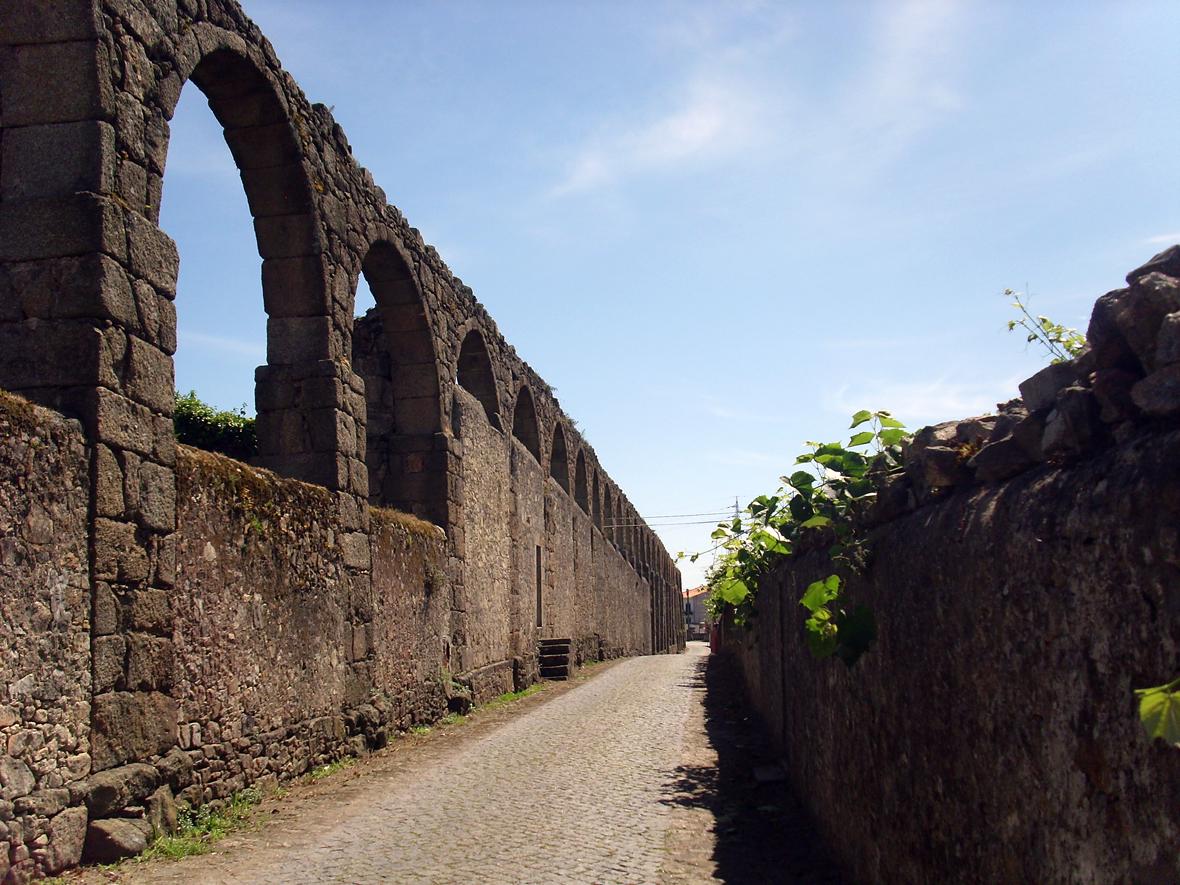
Das Aquädukt in Argivai

Das Aqueduto de Santa Clara ist ein Aquädukt in Portugal. Es bringt Wasser aus einer Quelle in Terroso (Póvoa de Varzim) über vier Kilometer zum Karmelitinnenkloster Santa Clara in Vila do Conde.
Mit der Errichtung wurde unter der Äbtissin Donna Maria de Menezes begonnen, die das Land um die Quelle zum Bau des Aquäduktes erwarb. Als unter der Äbtissin D. Catarina Lima die falsche Berechnung des Gefälles bemerkt wurde, stellte man 1636 die Arbeiten wieder ein. Erst 1705 wurde der Bau unter der Äbtissin D. Bárbara Micaela de Ataíde wieder aufgenommen und schließlich 1714 abgeschlossen.
Das Aquädukt bestand ursprünglich aus 999 Bögen, die heute nicht mehr vollständig erhalten sind.
Mit Erlass vom 16. Juni 1910 wurde das Bauwerk als Monumento Nacional klassifiziert.